# Immeuble Catani
L'immeuble Catani (en finnois : Catanin talo) est un bâtiment historique du quartier de Kluuvi à Helsinki en Finlande.

## Histoire
Au 31, Pohjoisesplanadi, le  commerçant d'origine suisse Florio Theodor Catani construit une maison pour sa boulangerie qui ouvre au début des années 1830. Son café vend aussi du vin et des pâtisseries. Florio Theodor Catani meurt en 1871 après avoir cédé l'établissement à son plus jeune fils John Catani.
John Catani, fait construire, à la place de l'ancienne maison de bois, un immeuble en pierre dont le rez-de-chaussée est réservé pour la boulangerie-pâtisserie. L'immeuble de style néorenaissance, conçu en 1889 par Theodor Höijer, est construit en 1890.   
À l'automne 1890, Catani y rouvre le café qui est bientôt agrandi en restaurant. Le café des femmes est réuni à la partie restaurant pour en faire un lieu de rencontre appelé la salle Rococo,. Le restaurant ferme ses portes en 1917.
La façade de l’immeuble et les cages d'escalier décorées sont conservées en l'état. Les bâtiments de la cour sont détruits en 1897.
De nos jours l'immeuble héberge le Bureau d'information du Parlement européen en Finlande, et la représentation de la Commission européenne.